# Neue deutsche Volkslieder

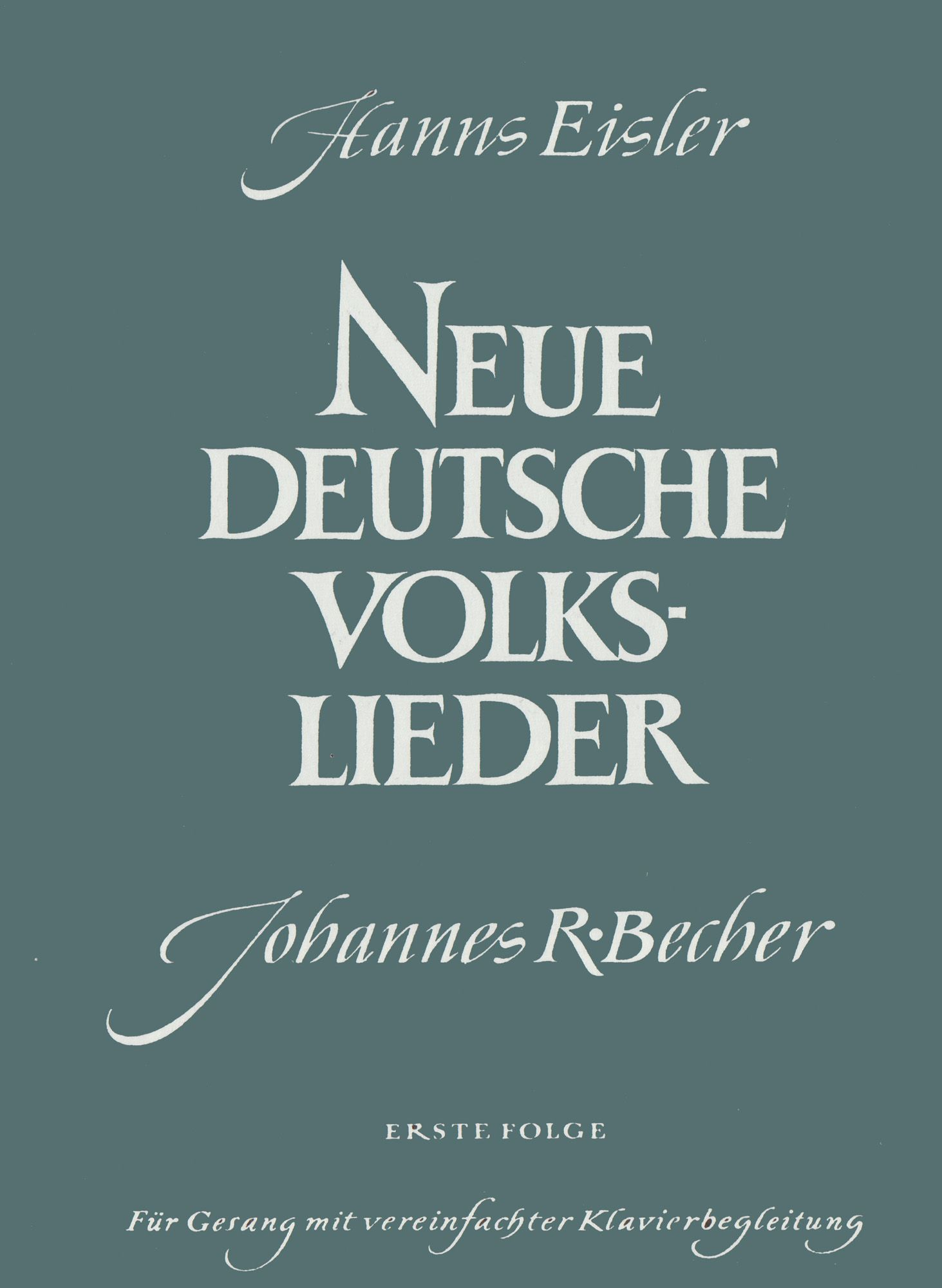
Deckblatt der Erstausgabe, 1950

Die Neuen deutschen Volkslieder sind eine Sammlung von Liedern von Hanns Eisler (1898–1962) nach Texten von Johannes R. Becher (1891–1958).

## Geschichte
Für Pfingsten 1950 plante die junge DDR das erste Deutschlandtreffen der Jugend in Ost-Berlin. In dessen Vorbereitung bat Johannes R. Becher Hanns Eisler um die Komposition eines Liedes. So entstand Anfang Februar das Lied von der blauen Fahne. Die beiden fanden Gefallen an der gemeinsamen Arbeit und schufen in schneller Folge vierzehn weitere Lieder. Die Uraufführung der Lieder fand am 22. Mai 1950 in Berlin durch den Jugendchor des Mitteldeutschen Rundfunks statt. Dirigent war Hans Sandig (1914–1989), Solist Ernst Busch (1900–1980). Noch im gleichen Jahr erschien im Aufbau-Verlag ein Notenheft für Gesang mit  Klavierbegleitung. Es trug die Aufschrift Erste Folge, eine Fortsetzung andeutend. Es entstanden aber Ende 1950/Anfang 1951
noch lediglich vier Lieder, darunter zwei Weihnachtslieder. In der Folgezeit wurden die Lieder relativ populär, es kam zu weiteren Notendrucken und zu Schallplattenaufnahmen.

## Charakteristik
Eisler selbst charakterisiert seine Lieder so:

„Alle sind auf leichte Fasslichkeit angelegt. Jeder kann sie mit wenig Mühe erlernen, deshalb heißen sie Volkslieder. Zur Volkstümlichkeit gehört unbedingt die neue Faßlichkeit. Die Begleitung stützt das Singen, sie ‚hilft‘ dem Sänger. Das bedeutet, dass die Klavierbegleitung in keiner Weise den Text illustriert, wie es im Kunstlied üblich ist, oder psychologische Feinheiten hinzufügt. Die Lieder sind gewissermaßen aus grobem Holz geschnitzt und nicht geleimt.“

Von der Thematik her waren es nicht mehr Kampflieder, wie zur Zeit der Weimarer Republik, sondern die neuen Volkslieder sollten der Identifikation mit den Verhältnissen in der DDR dienen und den Hörer freundlich auffordernd zum Mitdenken und Mittun einladen. Der Jugend sollte ein neues Heimatgefühl vermittelt werden. Es sind also auch Heimat- und Wanderlieder enthalten. Auch Weihnachten wurde nicht ausgespart.

## Rezeption
Einige der Lieder wurden nach der Uraufführung, nicht zuletzt durch die Behandlung im Musikunterricht, rasch populär und von zahlreichen Chören aufgegriffen. Wohl jeder, der während der DDR-Zeit die Schule besucht hat, kennt einige von ihnen. Die zu Pathos neigenden becherschen Texte sind mit dem Untergang der DDR weitgehend überholt. Dennoch gibt es im Zyklus einige Lieder (etwa Deutschland), die bis heute durchaus Bestand haben.

## Die Lieder
Die ersten 15 Titel sind in der Reihenfolge der Erstausgabe angeführt. Spätere Ausgaben enthalten zum Teil eine andere Auswahl und eine geänderte Reihenfolge.
| Titel                         | Textbeginn |
| ----------------------------- | --- |
| Die alten Weisen              | 0 „Es sind die alten Weisen, die neu in uns erstehn und die im Wind, dem leisen, von fern herüberwehn. …“            |
| Volkes Eigen                  | 0„Als das Kraftwerk wurde Volkes Eigen, sprach ein Mann: Das Werk ist dein und mein. …“                              |
| Die Welt verändern wir        | 0 „Als ein Dunkel wieder lag auf Erden, und es schien wie unabänderlich, dass es müsse immer dunkler werden, …“      |
| Wenn Arbeiter und Bauern      | 0 „Es wird nicht lange mehr dauern, und es wird Friede sein, und wie nach Regenschauern kehrt wieder Sonne ein. …“   |
| Im Frühling                   | 0 „Wenn der Frühling läßt empor hoch den Himmel steigen, summt es in uns wie ein Chor nach des Winters Schweigen. …“ |
| Lied von der blauen Fahne     | 0 „Auf den Straßen, auf den Bahnen seht ihr Deutschlands Jugend ziehn. …“                                            |
| Heimatlied                    | 0 „Deutsche Heimat sei gepriesen: du, im Leuchten ferner Höhn, in der Sanftmut deiner Wiesen, …“                     |
| Das ferne Lied                | 0 „Am Abend ist ein Summen, das seltsam uns durchdringt. Es ist das Heer der Stummen, das in der Ferne singt. …“     |
| Straße frei!                  | 0 „Es kommt ein Zug gezogen. Es geht, es geht ein Schritt. …“                                                        |
| Hymne auf die UdSSR           | 0 „Du bist die Menschheitsfeste im Sturm der Barbarei …“                                                             |
| Lenin                         | 0 „Er rührte an den Schlaf der Welt mit Worten, die Blitze waren. …“                                                 |
| Deutschland                   | 0 „Heimat, meine Trauer, Land im Dämmerschein, Himmel, du mein blauer, Du mein Fröhlichsein. …“                      |
| Gesang vom Lernen             | 0 „Wir wollen lernen! Wir wollen begreifen, die Welt erkennen und uns verstehn! …“                                   |
| Das Wunderland                | 0 „Es soll nunmehr ein Lied gesungen werden, das Kunde bringt von einer neuen Zeit …“                                |
| Zeit zum Wandern              | 0 „Wieder ist es Zeit zum Wandern, und wir gehen Hand in Hand …“                                                     |
| Wir reichen euch die Hand     | 0 „Es hatte die Not kein Ende, und oft die Hoffnung schwand, dass je die Zeit sich wende. …“                         |
| Dank euch, ihr Sowjetsoldaten | 0 „Wer hat vollbracht all die Taten, die uns befreit von der Fron? …“                                                |
| Weihnachtslied                | 0 „Sei uns gegrüßt, du Weihnachtsbaum, du immergrüner Friedenstraum! …“                                              |
| Kinderlied zu Weihnachten     | 0 „Es war einmal ein Tannenbaum …“                                                                                   |

## Ausgaben (Auswahl)
- 1950 Aufbau-Verlag. Für Gesang mit vereinfachter Klavierbegleitung
- 1968 VEB Friedrich Hofmeister, Musikverlag Leipzig. Für Gesang mit vereinfachter Klavierbegleitung
- 1968 Deutscher Verlag für Musik. Band I/18 in Gesammelte Werke, mit weiteren Liedern. Gesang, Klavier (Orchester)
- 1975 Deutscher Verlag für Musik. Für Gesang mit Klavierbegleitung

## Aufnahmen (Auswahl)
- Eterna (710 013) 1961: Jutta Vulpius, Sopran, Kurt Hübenthal, Bariton, Dieter Zechlin, Klavier, Solistenvereinigung des Deutschlandsenders Leitung: Helmut Koch, 14 Lieder
- Aurora (580 003) 1963: Ernst Busch, 7 Lieder
- Eterna (415 105): Ernst Busch, Knabenchor der Deutschen Staatsoper Berlin, 3 Lieder
- Nova (885 021) 1971: Roswitha Trexler, Sopran, Hermann Hähnel, Bariton, Jutta Czapski, Klavier, Chor des Berliner Rundfunks, Kinderchor des Deutschlandsenders, Berliner Rundfunk-Sinfonie-Orchester Dirigent: Dietrich Knothe, 19 Lieder

(Angaben nach Lied der Zeit)